# Oshima Ōshima
Ōshima (大島?) es una isla deshabitada en el mar de Japón, localizada 50 kilómetros al oeste de la villa de Matsumae y, por lo tanto, el punto más occidental de Hokkaidō. Forma parte de Matsumae en la subprefectura de Oshima, prefectura de Hokkaidō, Japón. Para distinguirla de otras islas con el mismo nombre, a veces se le conoce con el nombre de Oshima Ōshima (渡島大島?) o Matsumae Ōshima (松前大島?).

## Características
Con 9,73 kilómetros cuadrados, Ōshima es la isla deshabitada más grande bajo soberanía japonesa. La isla es una caldera doble con una colina de escoria que se eleva en el medio. Es el pico de dos estratovolcanes superpuestos y sus calderas asociadas, el monte Higashi y el monte Nishi. El pico más alto, el monte Era (江良岳 Era-dake?) a 737 metros, es parte de un volcán triple. El pico se eleva cerca de 2000 metros desde el fondo del mar. La isla consiste en rocas volcánicas máximas y no alcalinas, de menos de 18,000 años de antigüedad.
En el lado sur de la isla en Aidomari (北風泊 Aidomari?), hay un faro y un helipuerto operado por la Guardia Costera de Japón. Debido a la actividad volcánica y a la conservación de la naturaleza, el desembarco en la isla requiere un permiso de la Agencia para Asuntos Culturales.

## Historia
Debido al aislamiento y la actividad volcánica de la isla, casi no hay registros de su pasado. El  monte Kanpo (寛保岳 Kanpo-dake?) tuvo una gran erupción el 27 de agosto de 1741, que creó una gran caldera en forma de herradura que se rompió hacia el norte y se extendió desde la cumbre hasta el fondo del mar en la base del volcán. Este evento produjo una avalancha de escombros principalmente submarinos que recorrió 16 km de distancia y provocó un gran tsunami. El tsunami devastó las costas de Hokkaidō, el oeste de Honshu y hasta Corea, causando casi 1500 muertes. La erupción de 1741 fue la más grande en el tiempo histórico en Oshima-Oshima y terminó con la construcción de un cono de ceniza basáltica en la cabeza de la caldera. No se han producido erupciones desde la última erupción en 1790, pero ocurrieron disturbios sísmicos debajo del volcán en 1996.